# Мали индијски мунгос
Мали индијски мунгос  (лат. Urva auropunctata) је врста мунгоса из јужне и југоисточне Азије, а од краја 19. века унесен на још многа места у свету.
Западне подврсте понекад се одвајају у врсту Herpestes palustris. Сродан је и сличан својем већем рођаку индијском сивом мунгосу с којим дели домовину и већину свог природног ареала.

## Опис
Тело је витко, ноге кратке, глава дугуљаста са шиљастом њушком. Дужина без репа је 25 до 41 цм а маса око 0,5 кг, мужјаци имају робуснију главу и већи су од женки. Уши су кратке. Крзно мекано и кратко, светло до тамносмеђе боје прошарано златним тачкама (лат. auropunctatus). Одоздо је светлији. Реп је снажан и китњаст, поступно се стањује према врху. Кад се узнемири, длаке на телу и репу му се накостреше. Шапе имају пет прстију и дуге канџе које не могу увући.

## Распрострањеност и станиште
Природно је распрострањен широм јужне Азије, од Ирана, северне Индије, Индокине до јужне Кине и отока Јаве. Интродуциран је на неке отоке Тихог океана (Хаваји, Фиџи, Окинава), Индијског океана (Комори, Маурицијус), Јадранског мора, Кариба (Јамајка, Порторико, Trinidad и друге) и обална подручја од Венецуеле до Суринама. Разлози њиховог насељавања првотно је била контрола популације пацова и змија, али свугде су убрзо постали претња завичајној фауни. Локално су била могућа и ненамерна прекоморска насељавања са мунгосима као „слепим путницима“.
Настањује разнолика станишта од шикара и шума до травњака и каменитих пустиња. Добро су се прилагодили људском утицају на простор, одговарају им деградирана и пољопривредна земљишта, близина насеља такође. Преферира сува станишта али може живети у обалним подручјима, а у Полинезији и у кишним шумама.

## Понашање, прехрана и разможавање
Мунгоси су активни дању и подносе високе температуре. Мали индијски мунгос живи углавном самотно, скупина мужјака може делити исту јазбину. Користе напуштене јазбине других животиња или их сами копају и терестични су тј. ретко се пењу на дрвеће. Користе 12 различитих звукова.
Није искључиви месождер већ прилагодљиви опортунист. Храни се највише бескичмењацима (скакавци, шкорпиони, пауци, ракове) и мањим бескичмењацима (жабе, змије, птице и њихова јаја). Знају јести воће и бобице а виђени су како убијају сисаре неколико пута веће од себе.
Змије убија захваљујући својој окретности и брзини, није потпуно имун на змијски отров али га може поднијети у битно већим количинама него друге животиње сличне величине.
Трудноћа траје 7 недеља. Обично имају два легла годишње са по 2 - 5 младих и за њих се женка брине сама. Животни век до 7 година.

## Мунгос на Јадрану
Интродукција малог индијског мунгоса на острво Мљет је спроведена 1910. по налогу Аустро-Угарског министарства пољопривреде. Након карантене испуштено је 7 мужјака и 4 женке код места Говеђари. Између 1921. и 1927. године унети су на Корчулу (1923), Пељешац, Брач (1926) и Шолту. Циљ интродукције био је уништење поскока који је посебно био бројан на Мљету, кроз 20-ак година број змија је пао на минимум а затим се зверчица окомила на птице станарице, селице и домаћу перад. Око 1970. насељен је на острво Хвар и брзо се проширио, на Брачу и Шолти није се одржао али се појавио на Чиову.
На Мљету од 1949. не ужива никакву заштиту и сматра се штеточином, неко време биле су исплаћиване и награде за одстрел. Ни шумски пожари, ни лов, ни унесене дивље свиње нису смањили њихов број који је још увек ван контроле. Осим поремећене природне равнотеже јужнодалматински отоци имају уљеза (мангуц како га зову на Мљету) који има склоност према перади, њиховим јајима, а храни се грожђем и смоквама.

## Статус и однос с људима
Интродукције мунгоса нису получиле жељен учинак. Након краткорочно корисног утицаја на евентуално штетне глодаре, почели су угрожавати локалну фауну која је на отоцима често специфична ако не ендемична. У свим таквим екосуставима негативно су утицали на биолошку разноликост. Постављени на врх ланца исхране, предацијом аутохтоних сисара, гмизаваца, водоземаца, птица и њихових јаја узроковали су њихово смањење или истребљење. 
Сврстан је на листу „100 најгорих светских инвазивних врста“. Осим тога мунгоси могу преносити болести попут беснила и лептоспирозе.
У свом природном станишту није угрожен, због прилагодљивости још је чест. Потпуно је заштићен само у Малезији и Тајланду, а у средњој Индији сматрају га светим. На истоку их лове и држе као кућне љубимце, у Кини и Вијетнаму једу, свеједно ниједна од ових угрожености не утиче битно на стабилност популације.

## Подврсте
- H.j.auropunctatus (Hodgson, 1836)
- H. j. exilis Gervais, 1841
- H. j. javanicus (É. Geoffroy Saint-Hilaire, 1818)
- H. j. orientalis (Sody, 1936)
- H. j. pallipes (Blyth, 1845)
- H. j. palustris Ghose, 1965
- H. j. peninsulae (Schwarz, 1910)
- H. j. perakensis (Kloss, 1917)
- H. j. afflesii Anderson, 1875
- H. j. rubrifrons J. A. Allen, 1909
- H. j. siamensis (Kloss, 1917)
- H. j. tjerapai Sody, 1949